# سان بيلينو
سان بيلينو (بالإيطالية: San Bellino)‏ هي بلدية في مقاطعة رفيغة في منطقة فنيتة، شمال إيطاليا. تقع على بعد 73 كيلومترًا (45 ميلًا) جنوب غرب مدينة البندقية و15 كيلومترًا (9 ميل) غرب رفيغة.